# Burke Shelley
John Burke Shelley (ur. 10 kwietnia 1950 w Cardiff, zm. 10 stycznia 2022 tamże) – walijski muzyk rockowy, basista i wokalista zespołu Budgie.

## Życiorys

### Lata młodzieńcze
Urodził się 10 kwietnia 1950 w walijskim Cardiff.
Jak twierdzi jego matka, rodzina Shelleya ma polskie korzenie. Ich rodzina mieszkała w Szczecinie.
Do szkoły Cefn Oun Junior School chodził w niedalekim Llauishen. Potem szkoła średnia dla chłopców Cathays. Od dziecka miał kłopoty ze wzrokiem podobnie, jak jego ojciec, co spowodowało, że przez całą młodość i wiek średni nosić musiał duże okulary korekcyjne z grubymi szkłami. W późniejszym czasie to właśnie one stały się znakiem rozpoznawczym przyszłego zespołu Burke’a − Budgie.
W 1964 zaczął wraz z kolegami grać na gitarze i pisać piosenki. Jego idolami są The Beatles i Love Sculpture. W Cardiff, 1967 Burke zaczął występować ze swoim zespołem, w pierwszych miesiącach figurującym pod nazwą Budgie Droppings („Bobki Papugi”), skróconą niebawem na żądanie księdza, który umożliwił młodym muzykom próby w świetlicy parafialnej. Podobno nazwę zespołu zaczerpnięto z serialu telewizyjnego. Historii tej jednak zaprzeczył sam Burke Shelley w wywiadzie dla pisma Tylko Rock w 2004 roku. Podobno grupa początkowo nazywała się Six Ton Budgie.

### Działalność muzyczna

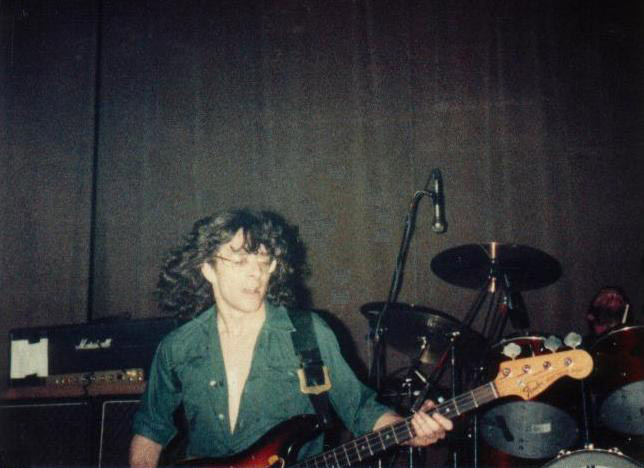
Burke Shelley i Steve Williams (za perkusją), 1981

Pod koniec roku 1967 założył zespół Budgie. Powiedział kiedyś, że Budgie będzie trwać tak długo, jak długo będzie mógł utrzymać gitarę w rękach, tudzież ustać na scenie. Głos Burke’a porównywano do Geddy’ego Lee z Rush, choć Shelley śpiewał ostrzej. W początkach lat 70. Burke był wyznawcą buddyzmu – gotował specjalne zdrowe jedzenie i podróżował po Azji w poszukiwaniu siebie, lecz ostatecznie powrócił do wiary chrześcijańskiej.
Początkowo pozostawał pod sporym wpływem rewolucji hippisowskiej, co widać w akustycznych nagraniach Budgie, z czasem jednak jego gra w zespole stała się cięższa, a styl bliższy nurtowi heavy metalu. W jego repertuarze sporo miejsca zajmują również sentymentalne bluesowe kompozycje. Z początkiem lat 80. wzbogacił brzmienie grupy o elementy popowe i funkowe, a nawet soft rockowe. W tym czasie jego piosenki zaczęły nieść ze sobą treści chrześcijańskie.
W 1988 założył grupę Superclarkes. Występują często w klubie Royal Oak w Cardiff, który stał się ich klubem macierzystym. Na gitarze grał Titch Gwilym, na perkusji Dave Watkins. W Loco Studios w Cardiff nagrali EP, która ukazała się na rynku.
10 listopada 2010, wraz z zespołem Budgie, miał zagrać koncert w Polsce, by następnie wystąpić w Czechach. Trasa została jednak odwołana, ponieważ lekarz zdiagnozował u niego tętniaka. Walijczyk przeszedł w nocy operację w szpitalu specjalistycznym w Wejherowie. Muzyk szybko doszedł jednak do zdrowia, za co – na łamach swojej strony internetowej – podziękował swoim fanom oraz Bogu („thanks to God the Father and Jesus Christ my saviour and the Holy Spirit”).
Zmarł 10 stycznia 2022, w wieku 71 lat, w Heath Hospital w Cardiff.

## Spuścizna muzyczna
Budgie nie było zespołem znanym na całym świecie, ma jednak wielu fanów wśród Polaków oraz Amerykanów. Co roku odbywały się ich trasy zwane „Poland Tour”, na których goszczą najwięksi fani rocka lat 60. W latach 80. stała się jednym z najważniejszych prekursorów nurtu zwanego New Wave of British Heavy Metal.
Pomimo iż przez cały okres swego istnienia nie zdobyła większej popularności poza Wyspami Brytyjskimi i Polską, wśród krytyków uchodzi za jedną z najbardziej wpływowych grup w historii ciężkiej muzyki, porównywaną pod tym względem z takimi zespołami jak Black Sabbath, Led Zeppelin czy Deep Purple. Zespół przeżył wiele ciężkich chwil, wliczając w to upadek składu pod koniec lat 80. Reaktywowali się jednak już w 1999 roku.
Krytycy muzyczni lokują ostry, wysoki śpiew Shelleya obok innych oryginalnych stylów wokalnych twórców takich jak Geddy Lee oraz Robert Plant. Jego znakiem rozpoznawczym na scenie stały się wielkie okulary, które przez większość życia musiał nosić z powodu dziedzicznej wady wzroku.